# Mistrzostwa Świata w Biathlonie 1989
24. Mistrzostwa świata w biathlonie odbyły się w dniach 7 - 12 lutego 1989 roku w austriackim Feistritz. Pierwszy raz w historii mistrzostwa kobiet i mężczyzn odbyły się w tej samej miejscowości. Podczas mistrzostw po raz pierwszy rozegrano zawody drużynowe. Były to także pierwsze mistrzistwa, podczas których sprint i bieg indywdiualny kobiet zostały rozegrane we współczesnym formacie (odpowiednio 7,5 km oraz 15 km).

## Mężczyźni

### Sprint
| Medal | Zawodnik            | Narodowość | Strzelanie | Wynik   |
| ----- | ------------------- | ---------- | ---------- | ------- |
|       | Frank Luck          | NRD        | 0+0        | 28:08,7 |
|       | Eirik Kvalfoss      | Norwegia   | 1+0        | +5,4    |
|       | Jurij Kaszkarow     | ZSRR       | 0+1        | +24,0   |
| 4.    | Johann Passler      | Włochy     | 0+1        | +30,4   |
| 5.    | Frank-Peter Roetsch | NRD        | 1+1        | +35,8   |
| 6.    | Sylfest Glimsdal    | Norwegia   | 0+2        | +39,2   |
| 7.    | Siergiej Czepikow   | ZSRR       | 2+0        | +50,7   |
| 8.    | Aleksandr Popow     | ZSRR       | 0+0        | +53,9   |
| 9.    | Birk Anders         | NRD        | 0+2        | +59,3   |
| 10.   | Andreas Zingerle    | Włochy     | 0+1        | +1:02,8 |
| ...   |                     |            |            |         |
| 26.   | Jan Ziemianin       | Polska     | 0+0        | +2:04,0 |
| 40.   | Jan Wojtas          | Polska     | 1+1        | +2:51,5 |
| 44.   | Piotr Pluta         | Polska     | 0+3        | +3:01,1 |
| 61.   | Jerzy Gwoździk      | Polska     | 0+2        | +3:49,5 |

### Bieg indywidualny
| Medal | Zawodnik            | Narodowość | Strzelanie | Wynik    |
| ----- | ------------------- | ---------- | ---------- | -------- |
|       | Eirik Kvalfoss      | Norwegia   | 0+0+0+1    | 58:13,0  |
|       | Gisle Fenne         | Norwegia   | 0+0+0+0    | +1:07,8  |
|       | Fritz Fischer       | RFN        | 0+2+0+0    | +2:35,1  |
| 4.    | Frank Luck          | NRD        | 0+2+0+0    | +2:37,8  |
| 5.    | Andreas Zingerle    | Włochy     | 0+0+0+1    | +2:48,8  |
| 6.    | Spas Złatew         | Bułgaria   | 0+1+0+0    | +2:50,8  |
| 7.    | Siergiej Czepikow   | ZSRR       | 1+0+1+0    | +3:31,5  |
| 8.    | Frank-Peter Roetsch | NRD        | 0+0+1+2    | +3:43,6  |
| 9.    | Alfred Eder         | Austria    | 0+0+0+2    | +4:08,6  |
| 10.   | Franz Wudy          | RFN        | 0+0+0+2    | +4:27,4  |
| ...   |                     |            |            |          |
| 31.   | Piotr Pluta         | Polska     | 0+1+2+1    | +8:50,8  |
| 42.   | Jan Ziemianin       | Polska     | 0+2+2+0    | +9:28,9  |
| 69.   | Jan Wojtas          | Polska     | 2+0+2+3    | +13:39,3 |
| 76.   | Adam Kania          | Polska     | 1+4+1+2    | +17:18,8 |

### Sztafeta
| Pozycja | Reprezentacja  | Zawodnicy                                                          | Strzelanie | Wynik     |
| ------- | -------------- | ------------------------------------------------------------------ | ---------- | --------- |
|         | NRD            | Frank Luck André Sehmisch Frank-Peter Roetsch Birk Anders          | ?          | 1:29:05,0 |
|         | ZSRR           | Jurij Kaszkarow Siergiej Czepikow Aleksandr Popow Siergiej Bułygin | ?          | +35,0     |
|         | Norwegia       | Geir Einang Sylfest Glimsdal Gisle Fenne Eirik Kvalfoss            | ?          | +48,0     |
| 4.      | Włochy         | Werner Kiem Wilfried Pallhuber Johann Passler Andreas Zingerle     | ?          | +2:12,5   |
| 5.      | Francja        | Xavier Blond Thierry Gerbier Christian Dumont Hervé Flandin        | ?          | +2:34,6   |
| 6.      | RFN            | Ernst Reiter Franz Wudy Herbert Fritzenwenger Fritz Fischer        | ?          | +2:37,7   |
| 7.      | Czechosłowacja | Tomáš Kos Martin Rypl Jaroslav Pinc Pavel Petrzelka                | ?          | +3:36,5   |
| 8.      | Szwecja        | Peter Sjödén Ulf Johansson Leif Andersson Mikael Löfgren           | ?          | +4:17,0   |
| ...     |                |                                                                    |            |           |
| 14.     | Polska         | Jan Wojtas Jan Ziemianin Adam Kania Piotr Pluta                    | ?          | +7:29,5   |

### Zawody drużynowe
| Pozycja | Reprezentacja | Zawodnicy                                                          | Strzelanie | Wynik   |
| ------- | ------------- | ------------------------------------------------------------------ | ---------- | ------- |
|         | ZSRR          | Jurij Kaszkarow Siergiej Czepikow Aleksandr Popow Siergiej Bułygin | 0 1        | 59:36,9 |
|         | RFN           | Herbert Fritzenwenger Franz Wudy Georg Fischer Fritz Fischer       | 2 0        | +7,3    |
|         | NRD           | Raik Dittrich Andreas Heymann Steffen Hoos André Sehmisch          | 0 1 0 3    | +1:50,2 |
| 4.      | Włochy        | Werner Kiem Wilfried Pallhuber Simon Demetz Hubert Leitgeb         | 0 1 0 4    | +2:43,6 |
| 5.      | Szwecja       | Lars Wiklund Leif Andersson Roger Westling Mikael Löfgren          | 1          | +2:58,8 |
| 5.      | Finlandia     | Toivo Mäkikyrö Juha Tella Harri Eloranta Tapio Piiponen            | 1 0 1 0    | +2:58,8 |
| 7.      | Austria       | Egon Leitner Anton Lengauer-Stockner Bruno Hofstätter Alfred Eder  | 0 1 0 2    | +3:09,3 |
| 8.      | Francja       | Christian Dumont Hervé Flandin Xavier Blond Thierry Gerbier        | 0 2 1      | +3:18,8 |
| ...     |               |                                                                    |            |         |
| 10.     | Polska        | Jan Wojtas Adam Kania Jan Ziemianin Piotr Pluta                    | 1 2 0      | +4:54,8 |

## Kobiety

### Sprint
| Medal | Zawodniczka           | Narodowość     | Strzelanie | Wynik    |
| ----- | --------------------- | -------------- | ---------- | -------- |
|       | Anne Elvebakk         | Norwegia       | 0+2        | 27:12,3  |
|       | Cwetana Krastewa      | Bułgaria       | 1+1        | +3,1     |
|       | Natalja Prikazczikowa | ZSRR           | 2+1        | +12,5    |
| 4.    | Swietłana Dawydowa    | ZSRR           | 1+1        | +16,5    |
| 5.    | Jelena Gołowina       | ZSRR           | 1+1        | +19,8    |
| 6.    | Jiřina Adamičková     | Czechosłowacja | 0+1        | +33,0    |
| 7.    | Inga Kesper           | RFN            | 0+0        | +40,9    |
| 8.    | Marija Manołowa       | Bułgaria       | 0+2        | +55,2    |
| 9.    | Pirjo Aalto           | Finlandia      | 0+1        | +1:03,0  |
| 10.   | Kerryn Rim            | Australia      | 1+0        | +1:07,1  |
| ...   |                       |                |            |          |
| 43.   | Dorota Dziadkowiec    | Polska         | 2+5        | +10:50,1 |

### Bieg indywidualny
| Medal | Zawodniczka        | Narodowość | Strzelanie | Wynik     |
| ----- | ------------------ | ---------- | ---------- | --------- |
|       | Petra Schaaf       | RFN        | 0+0+1+1    | 1:06:11,2 |
|       | Anne Elvebakk      | Norwegia   | 1+0+1+1    | +20,4     |
|       | Swietłana Dawydowa | ZSRR       | 1+1+1+0    | +1:14,0   |
| 4.    | Łuiza Czerepanowa  | ZSRR       | 1+2+0+1    | +1:39,6   |
| 5.    | Martina Stede      | RFN        | 0+0+0+1    | +1:40,8   |
| 6.    | Cwetana Krastewa   | Bułgaria   | 0+3+0+1    | +2:00,2   |
| 7.    | Synnøve Berntsen   | Norwegia   | 0+0+0+0    | +2:40,1   |
| 8.    | Jelena Gołowina    | ZSRR       | 2+1+1+1    | +2:52,0   |
| 9.    | Pirjo Aalto        | Finlandia  | 0+3+1+0    | +3:24,2   |
| 10.   | Mona Bollerud      | Norwegia   | 0+1+0+1    | +3:27,3   |
| ...   |                    |            |            |           |
| 39.   | Dorota Dziadkowiec | Polska     | 2+3+2+4    | +17:10,7  |

### Sztafeta
| Pozycja | Reprezentacja  | Zawodniczki                                              | Strzelanie  | Wynik     |
| ------- | -------------- | -------------------------------------------------------- | ----------- | --------- |
|         | ZSRR           | Natalja Prikazczikowa Swietłana Dawydowa Jelena Gołowina | 0+0         | 1:23:15,5 |
|         | Bułgaria       | Cwetana Krastewa Marija Manołowa Nadeżda Aleksiewa       | 0+0         | +2:14,4   |
|         | Czechosłowacja | Eva Buresová Renata Novotná Jiřina Adamičková            | 0+0         | +2:52,0   |
| 4.      | RFN            | Martina Stede Petra Schaaf Dorina Pieper                 | 0+0         | +2:57,3   |
| 5.      | Norwegia       | Synnøve Thoresen Anne Elvebakk Elin Kristiansen          | 0+2 0+0 0+1 | +4:36,2   |
| 6.      | Finlandia      | Tuija Vuoksiala Sari Kokko Pirjo Aalto                   | 0+0         | ?         |
| 7.      | Szwecja        | Inger Björkbom Sabiene Karlsson Mia Stadig               | 0+0 0+1 0+0 | +7:56,0   |
| 8.      | Francja        | Marie-Pierre Baby Nathalie Beausire Véronique Claudel    | 1+1 0+1 0+0 | +11:51,6  |

### Zawody drużynowe
| Pozycja | Reprezentacja  | Zawodniczki                                                                | Strzelanie | Wynik     |
| ------- | -------------- | -------------------------------------------------------------------------- | ---------- | --------- |
|         | ZSRR           | Natalja Prikazczikowa Swietłana Dawydowa Łuiza Czerepanowa Jelena Gołowina | 0 1 2      | 1:05:38,8 |
|         | Norwegia       | Synnøve Thoresen Elin Kristiansen Anne Elvebakk Mona Bollerud              | 1 2 0 1    | +2:09,2   |
|         | RFN            | Inga Kesper Daniela Hörburger Dorina Pieper Petra Schaaf                   | 1 0 1      | +2:15,3   |
| 4.      | Bułgaria       | Cwetana Krastewa Nadeżda Aleksiewa Marija Manołowa Iwa Karagiozowa         | 2 1        | +4:54,3   |
| 5.      | Finlandia      | Sari Kokko Tuija Vuoksiala Pirjo Aalto Seija Hyytiäinen                    | 0 3 1 2    | +6:09,7   |
| 6.      | Szwecja        | Inger Björkbom Sabiene Karlsson Anna Hermansson Mia Stadig                 | 3 1        | +7:19,6   |
| 7.      | Czechosłowacja | Renata Novotná Jana Vápeníková Jiřina Adamičková Eva Buresová              | 0 3 0 2    | +7:51,1   |
| 8.      | Francja        | Muriel Marion Marie-Pierre Baby Nathalie Beausire Véronique Claudel        | 2 1 3 0    | +10:53,3  |

## Klasyfikacja medalowa
| Miejsce | Państwo        |   |   |   | Razem |
| ------- | -------------- | - | - | - | ----- |
| 1.      | ZSRR           | 3 | 1 | 3 | 7     |
| 2.      | Norwegia       | 2 | 4 | 1 | 7     |
| 3.      | NRD            | 2 | 0 | 1 | 3     |
| 4.      | RFN            | 1 | 1 | 2 | 4     |
| 5.      | Bułgaria       | 0 | 2 | 0 | 2     |
| 6.      | Czechosłowacja | 0 | 0 | 1 | 1     |